# Шульце, Бернхард Зигмунд
Бе́рнхард Зи́гмунд (Сигизмунд) Шу́льце (нем. Bernhard Schulze; 29 декабря 1827, Фрайбург-им-Брайсгау — 17 апреля 1919, Йена) — немецкий врач-гинеколог, акушер, педагог, профессор в университете Йены.

## Биография
Родился в семье врача и профессора анатомии Карла Шульце (нем. Karl August Sigismund Schultze‎). Его братья: Макс Шульце (1825—1874; зоолог, анатом, гистолог и Сигизмунд Август Шульце (1833—1918; юрист и профессор в университете Страсбурга).
Изучал медицину в университетах Грайфсвальда и Берлина. Ученик Вильгельма Генриха Буша.
В 1851 году стал доктором медицины в Университете Грайфсвальда. С 1853 года доцент, преподавал курс анатомии и физиологии в том же университете.
В 1854 г. — ассистент акушерской клиники в Берлине, с 1858 г. — профессор акушерства и гинекологии в университете Йены и директор родовспомогательного института. В 1864/65 служил в качестве ректора Йенского университета.
В 1865 году избран членом Германской академии естествоиспытателей «Леопольдина». В 1903 г. стал тайным советником.
Почётный гражданин г. Йена. В 1912 г. ему и его потомкам в знак больших заслуг перед городом и Йенским университетом пожалован к фамилии придомок «Йена» (Шульце-Йена).

## Научная деятельность
Б. Шу́льце — реформатор акушерства и один из основателей современной гинекологии.
Именем Б. Шу́льце названы несколько акушерских терминов, например, известный «метод Б. Шульце», который представляет собой метод реанимации кажущегося мертворожденным ребёнка. Другие эпонимы, связанные с именем Шульце:
- Отделение (отслойка) плаценты по Шульцу
- Складка Шульце (амнионическая складка)
- Канюля Шульце

## Избранные труды
- Lehrbuch der Hebammenkunst , 1860, 11-е изд., 1895.
- Das Nabelbläschen, ein constantes Gebilde in der Nachgeburt des ausgetragenen Kindes
- Der Scheintod Neugeborner, 1870.
- Ueber die Lageveränderungen der Gebärmutter, 1873.
- Pathologie und Therapie der Lageveränderungen der Gebärmutter" (Берлин, 1881)
- Unser Hebammenwesen und das Kindbettfieber, 1884.
- Wandtafeln der Schwangerschafts-und Geburtskunde" (2-е изд., Иена, 1888—92) и др.